# Eleição municipal de Montes Claros em 2020
A eleição municipal do município de Montes Claros em 2020 ocorreu no dia 15 de novembro com o objetivo de eleger um prefeito, um vice-prefeito e 23 vereadores responsáveis pela administração da cidade para o mandato a se iniciar em 1° de janeiro de 2021 e com término em 31 de dezembro de 2024.
Candidato à reeleição, Humberto Souto (Cidadania) venceu o ex-prefeito Ruy Muniz (PP) com 177.592 votos, contra apenas 15.184 de seu rival, sendo um dos prefeitos eleitos com maior percentual (85,24%). A candidata do PT, Leninha Alves, ficou em terceiro lugar, com 10.685 votos. Os demais candidatos (Dr. Emerson, Silvano Quero Pizza, Fon Fon, Janaelly Neri e Marcelo Valmor) tiveram votações inexpressivas.

## Contexto político e pandemia
As eleições municipais de 2020 estão sendo marcadas, antes mesmo de iniciada a campanha oficial, pela pandemia do coronavírus SARS-CoV-2 (causador da COVID-19), o que está fazendo com que os partidos remodelem suas metodologias de pré-campanha. O Tribunal Superior Eleitoral (TSE) autorizou os partidos a realizarem as convenções para escolha de candidatos aos escrutínios por meio de plataformas digitais de transmissão, para evitar aglomerações que possam proliferar o vírus. Alguns partidos recorreram a mídias digitais para lançar suas pré-candidaturas. Além disso, a partir deste pleito, será colocada em prática a Emenda Constitucional 97/2017, que proíbe a celebração de coligações partidárias para as eleições legislativas, o que pode gerar um inchaço de candidatos ao legislativo. Conforme reportagem publicada pelo jornal Brasil de Fato em 11 de fevereiro de 2020, o país poderá ultrapassar a marca de 1 milhão de candidatos a prefeito, vice-prefeito e vereador neste escrutínio, o que não seria necessariamente bom, na opinião do professor Carlos Machado, da UnB (Universidade de Brasília): “Temos o hábito de criticar de forma intensa a coligação partidária, sem parar para refletir sobre os elementos positivos dela. O número de candidatos que um partido pode apresentar numa eleição, varia se ele estiver dentro de uma coligação, porque quando os partidos participam de uma coligação, eles são considerados como um único partido", afirmou Machado na reportagem.

## Candidaturas
| Nº | Candidato                 | Partido   | Candidato a vice          | Cargos relevantes ou profissão                                                                                               | Coligação                                                                                                |
| -- | ------------------------- | --------- | ------------------------- | --- | --- |
| 11 | Ruy Muniz                 | PP        | Ildeu Maia (PP)           | Prefeito de Montes Claros (2013–2017), Deputado estadual (2007–2011), Vereador (2005–2006)                                   | "Juntos Podemos Mais" (PP, Avante e Republicanos)                                                        |
| 11 | Leninha Alves             | PT        | Sued (PT)                 | Deputada estadual (2019–) | "A Mudança vem do Povo" (PT, PCdoB e PL)                                                                 |
| 19 | Silvano Quero Pizza       | PODE      | Dr. João Maia (PODE)      | Empresário | "Montes Claros Acima de Tudo!" (PODE e PROS)                                                             |
| 23 | Humberto Souto            | Cidadania | Guilherme Guimarães (PSL) | Deputado federal (2007–2011 e 2012–2015), Ministro do Tribunal de Contas da União (1995–2004), Deputado estadual (1971–1975) | "Pra Frente Sempre" (Cidadania, PSL, PDT, MDB, PTB, Rede, PSD, DEM, Patriota, Solidariedade, PSC e PSDB) |
| 35 | Ildefonso Leite (Fon Fon) | PMB       | Davidson Patrick (PMB)    | Socorrista do SAMU e bombeiro                                                                                                | Partido não coligado                                                                                     |
| 36 | Marcelo Valmor            | PTC       | Wesley Souto (PTC)        | Professor e jornalista | Partido não coligado                                                                                     |
| 43 | Dr. Emerson               | PV        | Antonia Elisete (PSB)     | Médico | "Coragem, Honestidade e Renovação" (PV e PSB)                                                            |
| 50 | Janaelle Neri             | PSOL      | Alexandre Zuba (PSOL)     | Empresária | Partido não coligado                                                                                     |

## Resultados

### Prefeito
| Candidato(a)               | Vice                      | 1º turno 15 de novembro de 2020 | 1º turno 15 de novembro de 2020 |
| Candidato(a)               | Vice                      | Votação                         | Votação                         |
| Total                      | Porcentagem               | Total                           | Porcentagem                     |
| -------------------------- | ------------------------- | ------------------------------- | ------------------------------- |
| Humberto Souto (Cidadania) | Guilherme Guimarães (PSL) | 177.592                         | 85,24%                          |
| Ruy Muniz (PP)             | Ildeu Maia (PP)           | 15.184                          | 7,29%                           |
| Leninha Alves (PT)         | Sued (PT)                 | 10.685                          | 5,13%                           |
| Dr. Emerson (PV)           | Antonia Elisete (PV)      | 2.214                           | 1,06%                           |
| Silvano Quero Pizza (PODE) | Dr. João Maia (PODE)      | 1.646                           | 0,79%                           |
| Fon Fon (PMB)              | Davidson Patrick (PMB)    | 529                             | 0,25%                           |
| Janaelle Neri (PSOL)       | Alexandre Zuba (PSOL)     | 417                             | 0,20%                           |
| Marcelo Valmor (PTC)       | Wesley Souto (PTC)        | 71                              | 0,03%                           |
| Votos em branco            | Votos em branco           | 3.236                           | 1,47%                           |
| Votos nulos                | Votos nulos               | 8.912                           | 4,04%                           |
| Total                      | Total                     | 220.486                         | 100%                            |
| Abstenções                 | Abstenções                | 58.788                          | 21,05%                          |
| Votos válidos              | Votos válidos             | 208.338                         | 94,49%                          |
| Total de eleitores         |                           |                                 |                                 |

| Partido | Partido   | Candidato           | Votos   | Votos (%) |
| ------- | --------- | ------------------- | ------- | --------- |
|         | Cidadania | Humberto Souto      | 177 592 | 85,24%    |
|         | PP        | Ruy Muniz           | 15 184  | 7,29%     |
|         | PT        | Leninha Alves       | 10 685  | 5,13%     |
|         | PV        | Dr. Emerson         | 2 214   | 1,06%     |
|         | PODE      | Silvano Quero Pizza | 1 646   | 0,79%     |
|         | PMB       | Fon Fon             | 529     | 0,25%     |
|         | PSOL      | Janaelle Neri       | 417     | 0,2%      |
|         | PTC       | Marcelo Valmor      | 71      | 0,03%     |
| Totais  | Totais    | Totais              | 208 338 |           |

## Vereadores eleitos
| Candidato eleito              | Partido       | Votação | Porcentagem | Cidade onde nasceu | Unidade federativa |
| Rodrigo Cadeirante            | REDE          | 3.550   | 1,76%       | São Paulo          | São Paulo          |
| Claudim                       | Cidadania     | 3.418   | 1,69%       | Claro dos Poções   | Minas Gerais       |
| Raimundo Pereira da Silva     | PDT           | 3.357   | 1,66%       | Montes Claros      | Minas Gerais       |
| Maria Helena Lopes            | MDB           | 3.296   | 1,63%       | Montes Claros      | Minas Gerais       |
| Graça da Casa do Motor        | PSL           | 3.104   | 1,53%       | Espinosa           | Minas Gerais       |
| Junior Martins                | Cidadania     | 3.047   | 1,51%       | Montes Claros      | Minas Gerais       |
| Aldair Fagundes               | Cidadania     | 2.731   | 1,35%       | São Paulo          | São Paulo          |
| Valdecy Contador              | Cidadania     | 2.344   | 1,16%       | Capitão Enéas      | Minas Gerais       |
| Soter Magno                   | PSD           | 2.240   | 1,11%       | Rio Pardo de Minas | Minas Gerais       |
| Pastor Elair                  | MDB           | 2.235   | 1,10%       | Rio de Janeiro     | Rio de Janeiro     |
| Eldair Samambaia              | PSD           | 2.069   | 1,02%       | Montes Claros      | Minas Gerais       |
| Marcos Nem                    | PSC           | 2.058   | 1,02%       | Montes Claros      | Minas Gerais       |
| Edson Cabeleireiro            | PV            | 1.956   | 0,97%       | Brasília de Minas  | Minas Gerais       |
| Ceci Protetora                | PP            | 1.786   | 0,88%       | Montes Claros      | Minas Gerais       |
| Wilton Dias                   | PTB           | 1.735   | 0,86%       | Coração de Jesus   | Minas Gerais       |
| Professora Iara Pimentel      | PT            | 1.681   | 0,83%       | Montes Claros      | Minas Gerais       |
| Igor Dias                     | PSL           | 1.577   | 0,78%       | Montes Claros      | Minas Gerais       |
| Stalin Cordeiro               | PODE          | 1.438   | 0,71%       | Montes Claros      | Minas Gerais       |
| Reinaldo Barbosa (Carrapicho) | Republicanos  | 1.410   | 0,70%       | Montes Claros      | Minas Gerais       |
| Daniel Dias                   | PCdoB         | 1.354   | 0,67%       | Montes Claros      | Minas Gerais       |
| Odair                         | Solidariedade | 1.301   | 0,64%       | Capitão Enéas      | Minas Gerais       |
| Marlus do Independência       | PT            | 1.253   | 0,62%       | Montes Claros      | Minas Gerais       |
| Leãozinho                     | Patriota      | 1.052   | 0,52%       | Montes Claros      | Minas Gerais       |